# Pseudagrion hageni
Pseudagrion hageni – gatunek ważki z rodziny łątkowatych (Coenagrionidae). Występuje w Afryce Subsaharyjskiej – od Demokratycznej Republiki Konga, Ugandy i Kenii na południe po RPA.
W RPA imago lata od listopada do końca maja. Długość ciała 36–43 mm. Długość tylnego skrzydła 21,5–23,5 mm.